# Tecapa
Tecapa är en komplex stratovulkan i centrala El Salvador som har en höjd på 1593 m ö.h. När dess senaste utbrott ägde rum är okänt.